# Familia Beör
Familia Beör din Kövesd este o veche familie nobiliară transilvăneană din care au făcut parte și conți.

## Istorie
La 15 iulie 1679, Zsigmond Beör a primit o diplomă nobiliară de la principele Mihai Apafi I al Transilvaniei.
Conti Miksa Beör Veréssy apare ca gróf asa de probabil conte.

## Blazonul
Stema: Deasupra unei baze de scut, în care trei stele hexagonale aliniate una lângă cealaltă, un leu cu coadă dublă, ținând o cimitară cu stâlp în mâna dreaptă ridicată. - Gem: leul crește. (Sigiliul d. D. 1825 lui Mihály de Beör). 

## Membri proeminenți
- Zsigmond Beör a primit o diplomă nobiliară
- conti Miksa Beör Veréssy este creator de film

## Palate, conace
- Palatul Beör din Sfântu Gheorghe